# Врточе (Дрвар)
Врточе (сербохорв. Врточе, Vrtoče) — село в Западной Боснии близ границы с Хорватией, в общине Дрвар, Федерация Боснии и Герцеговины, Босния и Герцеговина. Составные части села: Каменица, Жупа, Подбрина, Заселак, Пасяк, Црльвица и Оташевац. Через село протекает река Унац.
В селе находится православная капелла Вознесения Господня, воздвигнутая в 1882 году. Единственное кладбище села — старое и большое кладбище Спасовина.
Во Врточе проживали преимущественно сербы. В 1995 году хорватскими силами было изгнано всё сербское население общины, но по оценкам ООН, к 2007 году община вновь заселена почти исключительно сербами.
Численность и национальный состав населения Врточе:
| Год переписи | 1961 | 1971 | 1981 | 1991 |
| ------------ | ---- | ---- | ---- | ---- |
| Всего        | 1197 | 1341 | 1531 | 1570 |
| Сербы        | 1196 | 1325 | 1405 | 1518 |
| Боснийцы     | 0    | 1    | 0    | 0    |
| Черногорцы   | 0    | 1    | 1    | 0    |
| Хорваты      | 0    | 1    | 3    | 3    |
| Югославы     | 0    | 3    | 121  | 48   |
| Словенцы     | 1    | 0    | 0    | 0    |
| Остальные    | 0    | 10   | 1    | 1    |

## Известные уроженцы
- Милка Боснич (1928—1944) — участница Народно-освободительной борьбы, Народный герой Югославии[5].
- Зорич, Раде (1914—1996) — участник Народно-освободительной борьбы, Народный герой Югославии, генерал-майор.